# Manuel Frigo
Manuel Frigo (ur. 18 lutego 1997 w Citadelli) – włoski pływak specjalizujący się w stylu dowolnym, wicemistrz olimpijski i wicemistrz świata w sztafecie.

## Kariera
W 2019 roku podczas mistrzostw świata w Gwangju płynął w sztafecie mężczyzn 4 × 100 m stylem dowolnym mężczyzn, która zajęła czwarte miejsce. Brał też udział w wyścigu sztafet mieszanych 4 × 100 m stylem dowolnym. Włosi uplasowali się w nim na ósmej pozycji.
Dwa lata później w maju na mistrzostwach Europy w Budapeszcie zdobył brązowe medale w sztafetach mężczyzn 4 × 100 i 4 × 200 m stylem dowolnym oraz sztafecie mieszanej 4 × 100 m stylem dowolnym.
Podczas igrzysk olimpijskich w Tokio w lipcu 2021 roku wraz z Alessandro Miressim, Thomasem Cecconem i Lorenzo Zazzerim zdobył srebrny medal w sztafecie 4 × 100 m stylem dowolnym. 